# Don't (chanson d'Ed Sheeran)
 (janvier 2018).
Si vous disposez d'ouvrages ou d'articles de référence ou si vous connaissez des sites web de qualité traitant du thème abordé ici, merci de compléter l'article en donnant les références utiles à sa vérifiabilité et en les liant à la section « Notes et références ».
Pour les articles homonymes, voir Don't.
Don't est un single du deuxième album du chanteur britannique Ed Sheeran sorti en 2014. Le clip dépasse les 157 000 000 de vues en janvier 2018.